# Маврово (Грчка)
Маврово (грч. Μαυροχώρι, до 1928. грч. Μαύροβο) је насељено место у општини Костур у периферији Западна Македонија, Грчка. Према попису из 2021. године било је 1.270 становника.
Према бугарском географу и историчару, Василу Канчову, у Маврову је 1900. године живело 325 Словена хришћана, 450 Турака и 230 Грка. Српски географ Боривоје Милојевић, 1920. године наводи да је у Маврову било 100 кућа Словена хришћана, 120 кућа Турака и 12 кућа погрчених Словена. Године 1924. турско становништво је принудно исељено у Турску а на њихово место су насељене грчке избеглице из Турске, укупно 287 особа.